# پنج پرسش

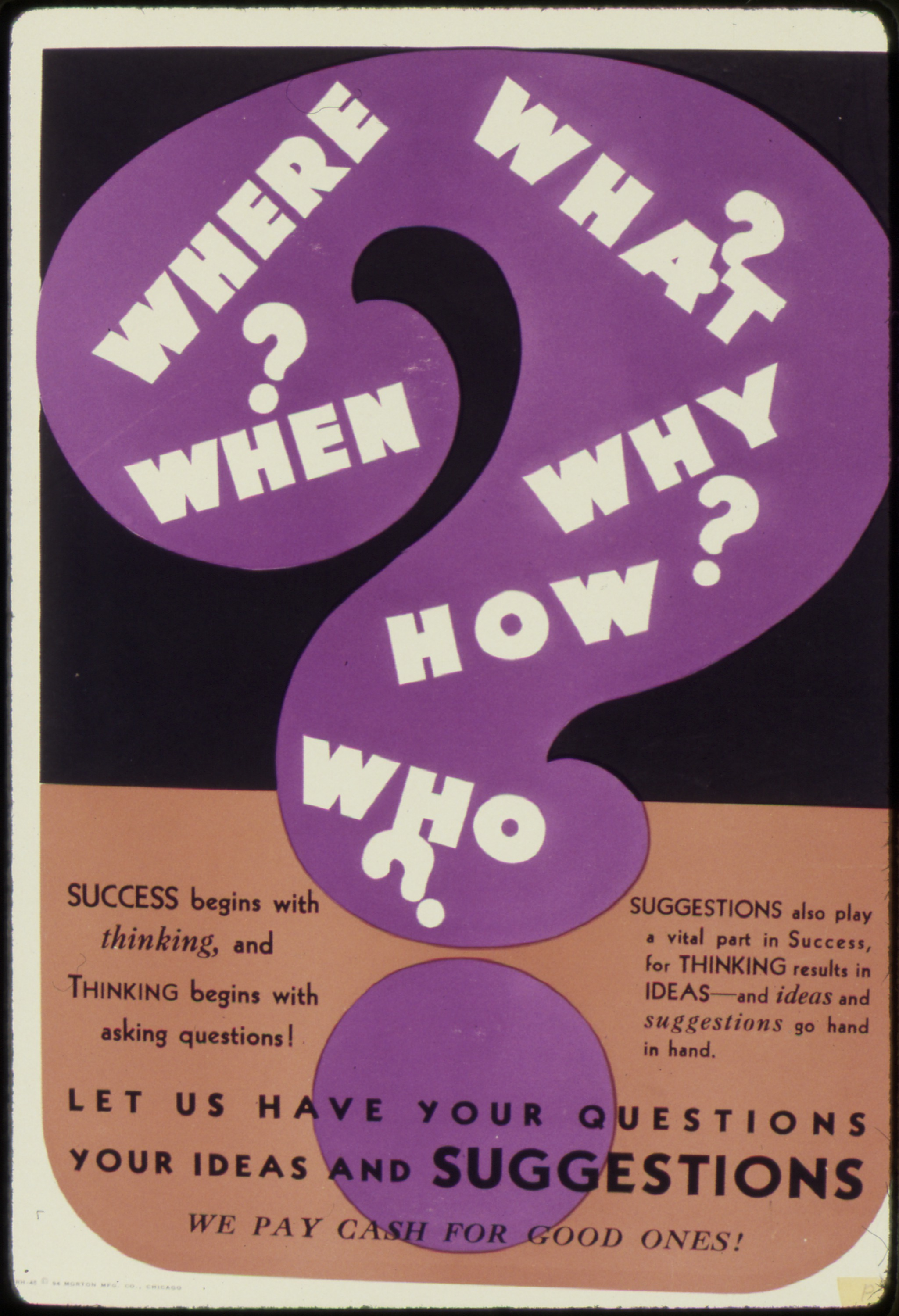
پوستر دولت آمریکا که در طول جنگ جهانی دوم با بازجویی‌ها ساخته شد

پنج واژه پرسشی، چه چیز (What)، چه وقت (When)، چه مکان (Where)، چرا (Why) و چه کس (Who) و یک پرسش چگونه (How) پرسش‌هایی هستند که پاسخ آن‌ها به عنوان اطلاعات پایه در جمع‌آوری اطلاعات یا حل مشکل در نظر گرفته می‌شود. معمولاً این پرسش‌های پایه‌ای در روزنامه‌نگاری، پژوهش و فعالیت‌های تحقیقی پلیسی کاربرد دارد. پرسش‌ها عبارتند از:
- چه کسی در موضوع دخیل بوده است؟
- چه اتفاقی است؟
- کجا موضوع اتفاق افتاده است؟
- چه زمانی موضوع اتفاق افتاده است؟
- چرا موضوع اتفاق افتاده است؛ و برخی پرسش زیر را نیز به مجموعه پرسشات پنج گانه اضافه کردند:
- چگونه موضوع اتفاق افتاده است.